# Laurie
Laurie ist eine französische Gemeinde mit 84 Einwohnern (Stand 1. Januar 2022) im Département Cantal in der Region Auvergne-Rhône-Alpes. Sie gehört zum Arrondissement Saint-Flour und zum Kanton Saint-Flour-1.
Nachbargemeinden sind Anzat-le-Luguet im Nordwesten, Leyvaux im Norden, Saint-Étienne-sur-Blesle im Nordosten, Auriac-l’Église im Südosten und Molèdes im Südwesten.

## Bevölkerungsentwicklung
| Jahr                       | 1962 | 1968 | 1975 | 1982 | 1990 | 1999 | 2008 | 2015 |
| -------------------------- | ---- | ---- | ---- | ---- | ---- | ---- | ---- | ---- |
| Einwohner                  | 219  | 200  | 165  | 160  | 139  | 117  | 90   | 95   |
| Quellen: Cassini und INSEE |      |      |      |      |      |      |      |      |

## Sehenswürdigkeiten
- Kirche Notre-Dame, seit 1927 ein Monument historique

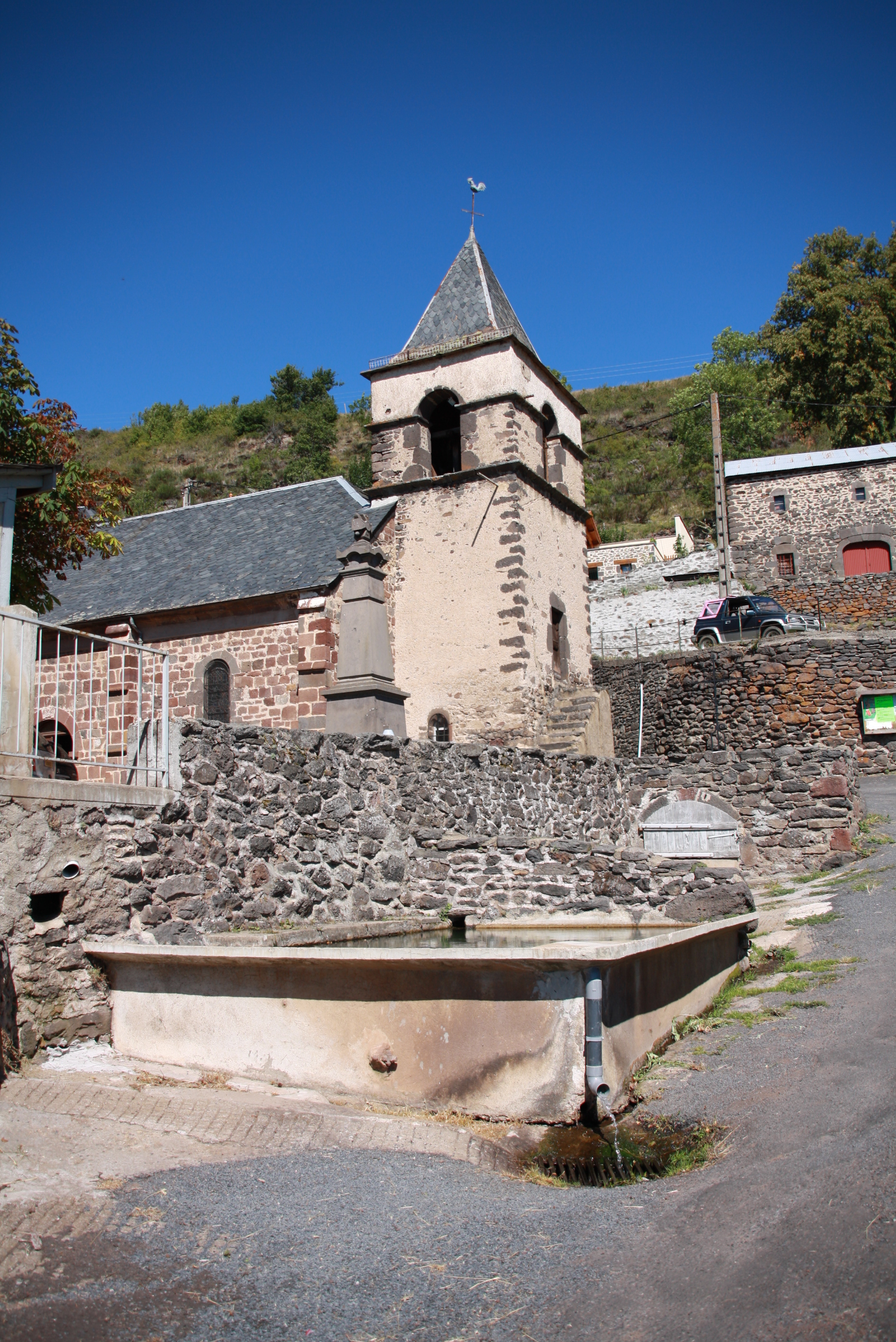
Kirche Notre-Dame und ehemaliges Lavoir
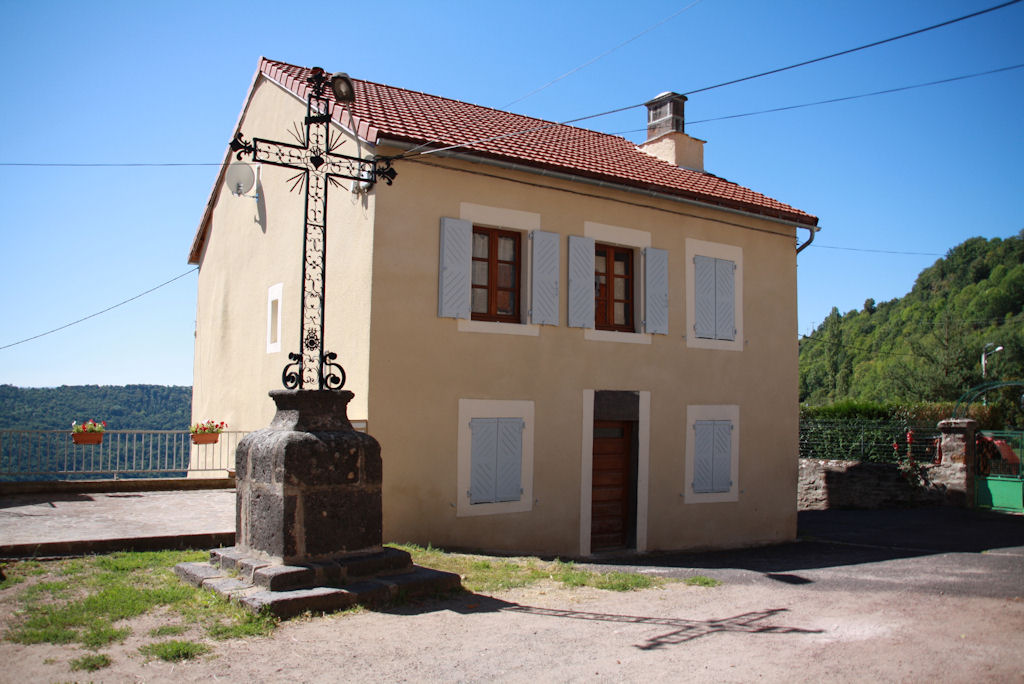
Ehemaliges Pfarrhaus